# Osterholz (Brema)
Osterholz, Bremen-Osterholz (dolnoniem. Oosterholt) – dzielnica miasta Brema w Niemczech, w okręgu administracyjnym Ost, w kraju związkowym Brema.
Dzielnica leży ok. osiem kilometrów od centrum miasta.